# Дракайны

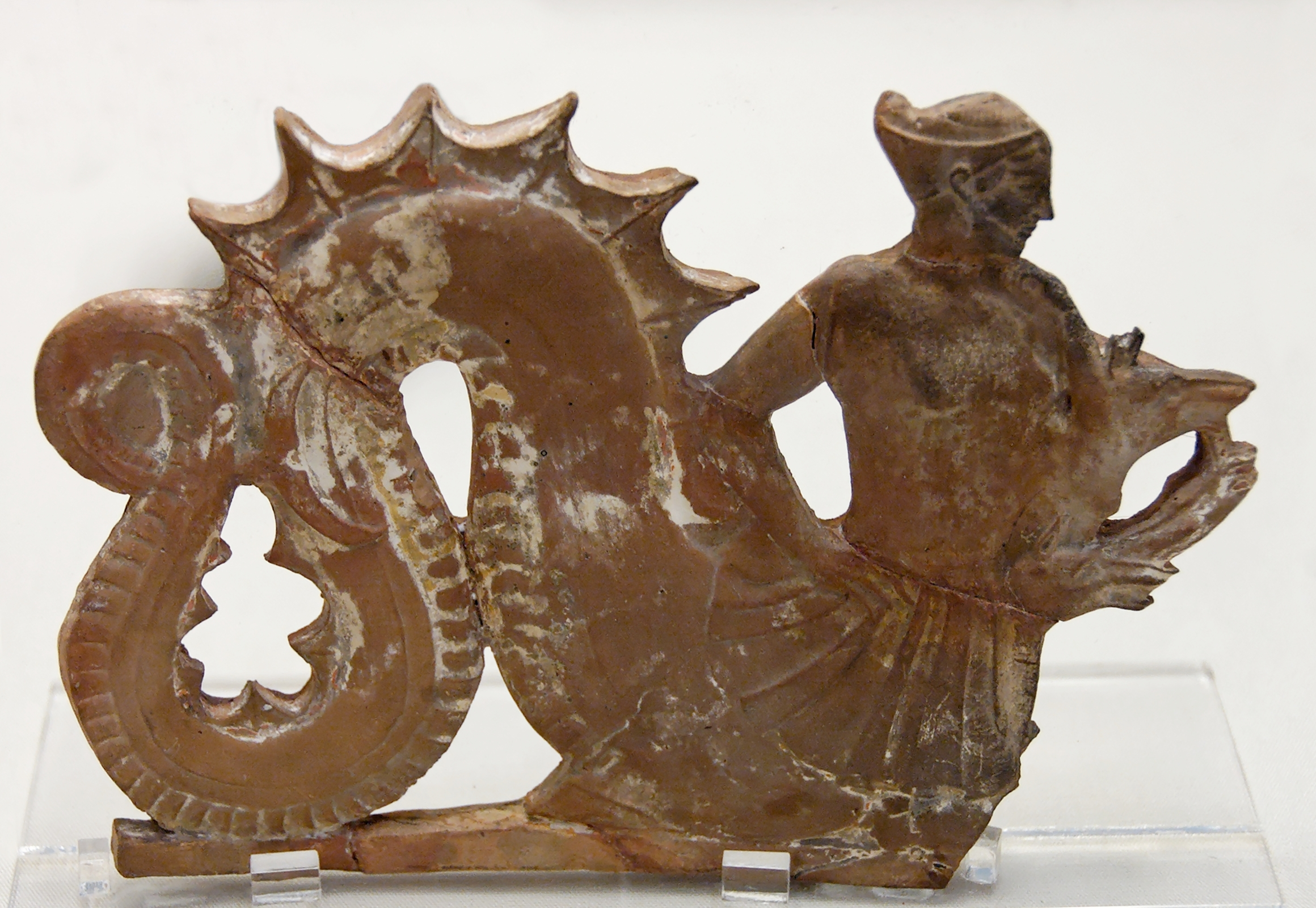
Скилла. Терракотовая фигурка с греческого острова Милос. V век до н. э.

Дракайна (др.-греч. δράκαινα «драконица»), в древнегреческой мифологии, — змей (дракон) женского пола, часто с человеческими чертами. К дракайнам относились Кампа, Кето, Дельфина, Ехидна, Скилла, Ламия, Пэна и Пифон (когда описывался как существо женского пола).
Пифон, а также Дельфина в ранних представлениях — гигантские змеи, сходные с древнегреческими драконами. У большинства других дракайн были женские части тела. Ламия, Кампа, Ехидна, а также во многих представлениях Кето, Скилла и Дельфина имели женские головы и туловища.
Обычно в мифах дракайн убивали боги или полубоги. Зевс убил Дельфину и Кампу, Аполлон — Пифона, Аргус — Ехидну.
Кето и Ехидна породили многих чудовищ, включая драконоподобных существ. По Гесиоду, Кето породила Ехидну, Скиллу, дракона Ладона, а Ехидна — Химеру, Цербера, Орфа, Немейского льва, Сфинкса и Гидру. Другие античные авторы (например, Гигин) приписывают Ехидне рождение Кроммионской свиньи, колхидского дракона (убитого Ясоном), Скиллы, Харибды и орла, клевавшего печень Прометея.